# Петар Г. Поповић
Петар Г. Поповић (Власотинце, 1860 - Власотинце, Краљевина Југославија, 26. новембар 1931. године) био је власотиначки трговац, индустријалац и народни посланик у окружној скупштини.

## Биографија
Рођен је у Власотинцу као најстарији син Гаврила Поповића, вође власотиначких либерала, власотиначког трговца и индустријалца који се обогатио тргујући стоком, вином и мешовитом робом извоженом у Једрену, Солуну и Истанбулу. Као осамнаестогодишњак, Петар је заједно са својим оцем потписао изјаву становника власотиначког краја упућену великим силама 31. марта 1878. године, а везану за теме касније одржаног Берлинског конгреса. 
Године 1895. изградио је млин у Власотинцу на месту где је претходно била воденица Прокопа Ђокића Црниловића коју је откупио. Постројења за млин купио је у Немачкој и Аустрији, а дневно је прерађивао два вагона жита. Први је у Власотинцу отворио кудељару, фабрику у којој се прерађивала конопља из које је извлачено влакно које је служило да се прави конопац, тканина, одећа.
Биран је за народног посланика Окружне скупштине у периоду од 1903. до 1907. године.
Био је ожењен Настасијом Сиком, ћерком Стојилка Борнодолца, вође власотиначких напредњака. Са њом је имао четрнаесторо деце, од којих су позната имена деветоро: Владимир, Коста, Борко, Војислав, Тихомир, Радивоје, Лазар, Ружа и Бранка, јер су остала умрла у раној младости. Кућа у којој је живео до краја живота изграђена је 1910. године. Налазила се у Улици Димитрија Стојановића 14.
Улагао је доста у образовање своје деце. Његов син Владимир уградио је 1912. године у породични млин генератор од 20 киловата као свршени електротехнички инжењер Електротехничког факултета у Грацу. Захваљујући њему и другим синовима Петра Г. Поповића који су студирали у Бечу и Грацу Власотинце је добило прву камеру, први грамофон, први тон филм, прву фудбалску лопту.
Преминуо је 1931. године и сахрањен је у Власотинцу.

## Судбина породичне имовине
После Другог светског рата породична имовина је конфискована, а потомци Поповића отишли су за Београд. Кућа у којој су становали претворена је у интернат за ратну сирочад, кратко је ту била Гимназија, а данас се ту налази Центар за социјални рад.

## Занимљивост
У уводној шпици ТВ серије Породично благо коју је режирао Синиша Павић по тексту своје супруге Љиљане појављује се млин на Власини. Љиљана Павић је заправо унука Петра Г. Поповића, ћерка његовог сина Радивоја.